# Marija Pavlovna Romanova orosz nagyhercegnő (1786–1859)
Marija Pavlovna orosz nagyhercegnő (oroszul: великая княжна Мария Павловна Романова, németül: Großherzogin Marie von Sachsen–Weimar–Eisenach; Pavlovszk, 1786. február 4. – Weimar, 1859. június 23.) a Holstein–Gottorp–Romanov-házból származó orosz nagyhercegnő, I. Pál orosz cár és Marija Fjodorovna cárné harmadik leánya, Károly Frigyes szász–weimar–eisenachi nagyherceggel kötött házassága révén 1828–1853 között Szász–Weimar–Eisenach nagyhercegnéje.

## Származása és gyermekkora
Marija Pavlovna nagyhercegnő I. Pál cár és Zsófia Dorottya württembergi hercegnő ötödik gyermekeként, illetve harmadik leányaként jött világra 1786-ban volt. A tízgyermekes családban mindössze négy fiú volt, közülük kettő Marija nagyhercegnő után érkezett. A trónutódlás érdekében minél több fiúnak kellett volna születnie; így Marija Pavlovna születése nagy csalódást okozott szüleinek, akik fiút reméltek.
Marija Pavlovna gyermekkora alatt az orosz trónon apai nagyanyja, II. Katalin cárnő ült, aki ragaszkodott hozzá, hogy fia és utódja gyermekei az ő felügyelete alatt nevelkedjenek. A cárnő elszakította a nagyhercegnőt és testvéreit édesanyjuktól, hogy a saját udvarában nőjenek fel. Marija nagyhercegnő zenei tehetsége hamar megnyilvánult, gyönyörűen tudott ugyanis zongorázni, így nagyanyja felfogadta melléje zenetanárnak az olasz operaszerzőt, Giuseppe Sartit.

## Házassága és gyermekei

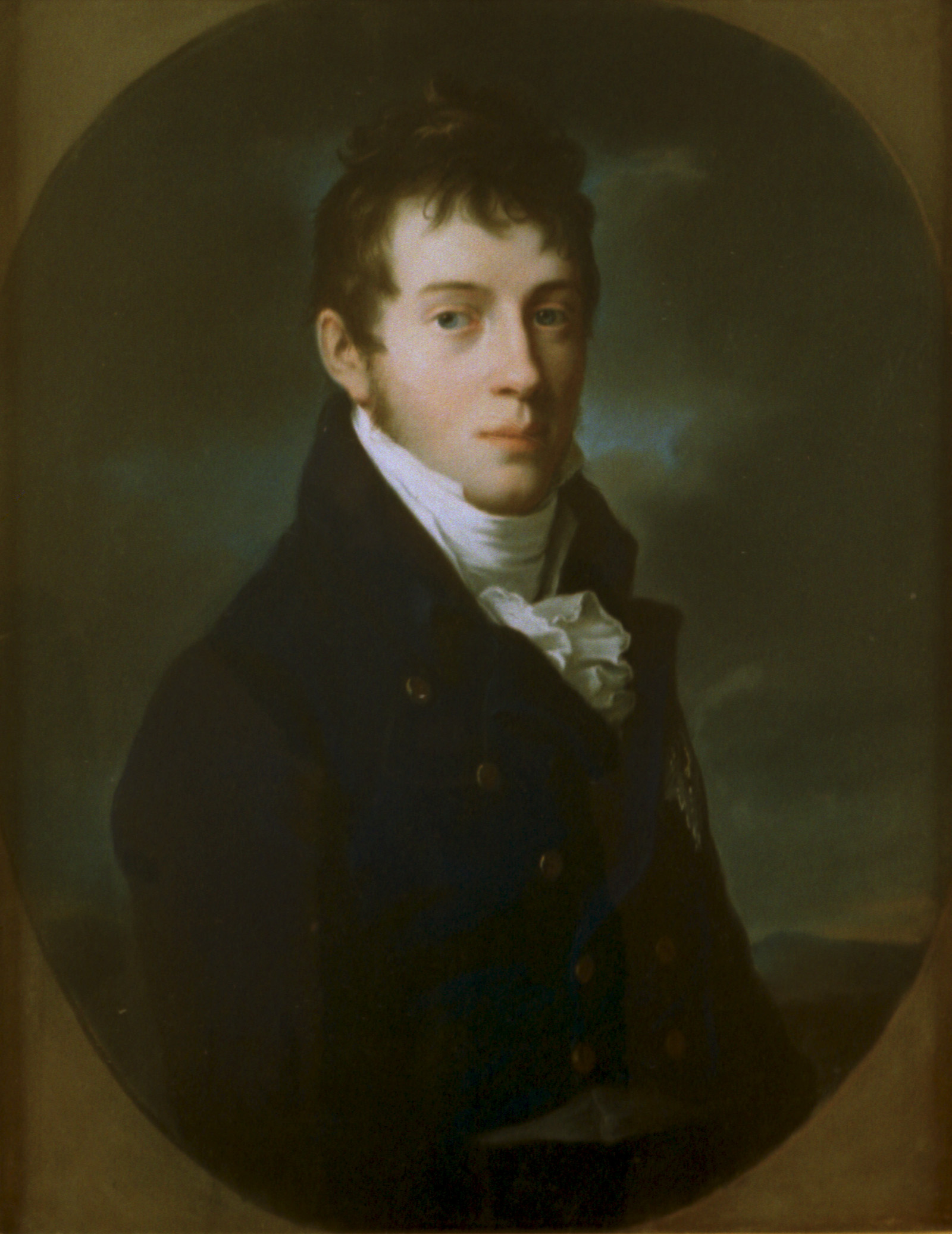
Férje, Károly Frigyes nagyherceg

1804. augusztus 3-án Marija Pavlovna Szentpétervárott házasságot kötött Károly Frigyes szász–weimar–eisenachi trónörökös herceggel. A házasságnak elsősorban politikai oka volt, hiszen a Marija nagyhercegnő által képviselt orosz cári családdal kialakított kapcsolat emelte rangosabb pozícióba a viszonylag szegényebb Szász–Weimar–Eisenachi Hercegséget. A ceremóniát követően az ifjú pár még kilenc hónapot töltött az orosz fővárosban, s csak ezután utaztak el Weimarba, ahol hatalmas ünnepségek keretében köszöntötték őket.
Marija Pavlovnának és Károly Frigyesnek négy gyermeke született:
- Pál Sándor Károly herceg (1805–1806), csecsemőként elhalálozott
- Mária Lujza Alexandrina hercegnő (1808–1877), házassága révén porosz királyi hercegné
- Auguszta Lujza Katalin (1811–1890), házassága révén porosz királyné és német császárné
- Károly Sándor Auguszt herceg (1818–1901), Szász–Weimar–Eisenach nagyhercege.

A nagyhercegnő a nyarakat rendszerint saját, Jéna közelében fekvő nyaralójában töltötte gyermekei társaságában.

## Szász–weimar–eisenachi nagyhercegnéként

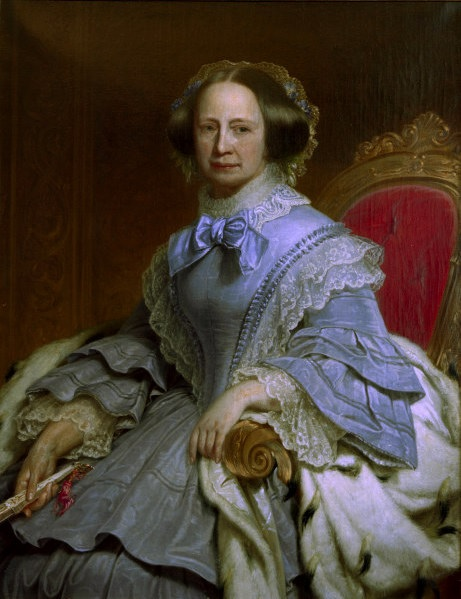
Az özvegy Mária nagyhercegné (1859; Friedrich Dürck)

Röviddel a házaspár Németországba való költözése után felbomlott a Német-római Birodalom, és I. Napóleon francia császár egyre növekvő veszélyt jelentett a hercegség számára. Marija Pavlovna apósa, Károly Auguszt uralkodó herceg a poroszok mellé állt abban a reményben, hogy így megvédheti országát. A Marija Pavlovna által létrejött orosz–weimari kapcsolatnak köszönhetően az apró hercegség élvezte továbbá az Orosz Birodalom támogatását is, ennek ellenére a poroszok veresége utána franciák uralmuk alá vonták az államot. Marija Pavlovnának és férjének menekülnie kellett Weimarból; közel egy év után térhettek csak vissza.
Napóleon 1812-es oroszországi hadjárata alatt a nagyhercegnő újból Weimar elhagyására kényszerült, és Bohémiába távozott. A lipcsei csatát követően tért vissza hazájába, majd részt vett a háborúkat lezáró bécsi kongresszuson, ahol Szász–Weimar–Eisenachot nagyhercegséggé emelték.
1828-ban elhunyt Károly Auguszt nagyherceg, örökébe Károly Frigyes lépett; ilyenformán Marija Pavlovnából szász–weimar–eisenachi nagyhercegné lett. A művészeteket kedvelő nagyhercegné folytatta férje nagyanyja, Anna Amália braunschweig–wolfenbütteli hercegnő példáját, aki a költők, írók és zenészek pártfogójaként lépett fel. Marija Pavlovna levelezésben állt Vaszilij Andrejevics Zsukovszkijjal, az orosz költővel; a jénai egyetemen több kurzust is alapított, illetve támogatott. A nagyhercegi udvarban élt többek között Johann Wolfgang von Goethe, Johann Gottfried Herder és Friedrich Schiller, aki a nagyhercegnének ajánlotta utolsó költeményei egyikét. 1842-ben Marija Pavlovna meghívta az udvarába Liszt Ferencet, aki tizenhárom éven keresztül a nagyhercegi udvar zenei vezetője lett, és aki Weimarban szerezte legtöbb művét. A híres jénai keleti érmegyűjteményt is az ő támogatásával hozta létre 1840-ben Johann Gustav Stickel.
A nagyhercegné a művészetek és a természettudományok mellett a szegények pártfogója lett. A viszonylag elmaradott Szász–Weimar–Eisenachban több  alkalommal is komoly összegeket adományozott a nehezebb életkörülmények között élőknek. Jószolgálati tevékenységeire fordított kiadásait nemegyszer a nagyhercegi ház saját kincstárából fedezte; ezért is emlegették a „szegények, betegek és árvák angyalaként” (Engel der Armen, Kranken und Waisen).
Miután 1853-ban meghalt Károly Frigyes nagyherceg, az özvegy nagyhercegné visszavonult a közélettől. Szülőföldjére, Oroszországba tett utolsó látogatása 1855-ben volt, unokaöccse, II. Sándor cár koronázása alkalmával. Az élete vége felé süketségtől szenvedő Marija Pavlovna 1859. június 23-án hunyt el a weimari Belvedere kastélyban. Egy orosz stílusban épített kápolnában temették el, a Goethe-Schiller Mauzóleum oldalán.